# Тимолол
Тимолол — синтетичний антиаритмічний, антигіпертензивний та протиглаукомний препарат, що належить до групи бета-блокаторів, для перорального та місцевого застосування. Тимолол уперше синтезований у лабораторії компанії «Frosst & Co», та запатентований у 1972 році.

## Фармакологічні властивості
Тимолол — синтетичний лікарський препарат, що належить до групи неселективних бета-блокаторів. Механізм дії препарату полягає у неселективній блокаді бета-адренорецепторів (на 75 % β1- та на 25 % β2-адренорецепторів), що призводить до зменшення утворення цАМФ із АТФ, яке стимулюється катехоламінами. У результаті цього знижується поступлення іонів кальцію в клітини, знижується частота серцевих скорочень, пригнічується провідність та збудливість міокарду, знижується скоротливість міокарду. Тимолол не має мембраностабілізуючої дії та не має внутрішньої симпатоміметичної активності. Тимолол пригнічує автоматизм синоатріального вузла та виникнення ектопічних ділянок у передсердях, атріовентрикулярному вузлі і, меншою мірою, у шлуночках. Препарат знижує швидкість проведення збудження в атріовентрикулярному з'єднанні по пучку Кента переважно в антероградному напрямку. Тимолол знижує потребу міокарду у кисні. Тимолол знижує серцевий викид, артеріальний тиск, секрецію реніну, нирковий кліренс та швидкість клубочкової фільтрації. Препарат пригнічує реакцію барорецепторів дуги аорти на зниження артеріального тиску. Антиаритмічний ефект тимололу обумовлений зменшенням аритмогенних факторів (тахікардії, підвищеної активності симпатичної нервової системи, підвищеного вмісту цАМФ, зниженням артеріального тиску), зменшенням швидкості спонтанного збудження синусового та ектопічного водіїв ритму та сповільненням AV-провідності. Препарат має також кардіопротективну дію, знижуючи імовірність ризик повторного інфаркту міокарду та раптової смерті. Тимолол має здатність зменшувати головний біль судинного генезу, що обумовлене зменшенням вираженості розширення церебральних артерій внаслідок блокади бета-адренорецепторів судин головного мозку. Тимолол підвищує рівень ліпопротеїнів низької щільності та тригліцеридів і знижує концентрацію в крові ліпопротеїнів високої щільності. Тимолол знижує також внутрішньоочний тиск та зменшує секрецію внутрішньоочної рідини, не викликаючи міозу та спазму акомодації. У зв'язку із високою ефективністю при лікуванні глаукоми тимолол застосовується переважно як засіб для зниження внутрішньоочного тиску. Розробляються експериментальні методики лікування ювенільних гемангіом тимололом у формах для місцевого застосування.

### Фармакодинаміка
Тимолол швидко та добре всмоктується у шлунково-кишковому тракті при пероральному прийомі, але біодоступність препарату становить лише 50 % у зв'язку з ефектом першого проходження через печінку. Максимальна концентрація в крові досягається при пероральному прийомі — протягом 1—2 годин. Тимолол погано зв'язується з білками плазми крові. Тимолол проходить через гематоенцефалічний бар'єр. Тимолол проходить через плацентарний бар'єр та виділяється в грудне молоко. Метаболізується препарат у печінці. Виводиться препарат із організму переважно із сечею, частково виводиться із калом, як у вигляді метаболітів, так і частково у незміненому вигляді. Період напіввиведення тимололу після прийому всередину становить 4 години. При місцевому застосуванні початок дії препарату спостерігається через 20 хвилин після закапування в око, максимальна концентрація тимололу у передній камері ока досягається протягом 1—2 годин, тривалість дії препарату складає 24 години.

## Показання до застосування
Тимолол у кардіології застосовують при гіпертонічній хворобі, стенокардії, при інфаркті міокарду, при аритміях, для профілактики мігрені, при есенціальному треморі. У офтальмології тимолол застосовується при очній гіпертензії, при глаукомі — хронічній відкритокутовій глаукомі та глаукомі після видалення лінз (глаукомі при афакії), та при ювенільній глаукомі.

## Побічна дія
При системному застосуванні тимололу можливі наступні побічні ефекти:
- Алергічні реакції та з боку шкірних покривів — часто висипання на шкірі, свербіж шкіри, кропив'янка, гарячка, загострення псоріазу, гіпергідроз, алопеція, вовчакоподібний синдром.
- З боку травної системи — часто нудота, блювання, метеоризм, діарея або запор, сухість у роті; рідко ішемічний коліт, мезентеріальний тромбоз, порушення функції печінки, холестаз.
- З боку нервової системи — часто головний біль, головокружіння, швидка втомлюваність, парестезії, депресія, сонливість або безсоння, ксерофтальмія, кон'юнктивіт, порушення концентрації уваги, втрата свідомості, кошмарні сновидіння, галюцинації, порушення зору, міастенія.
- З боку серцево-судинної системи — часто брадикардія або тахікардія, недостатність периферичного кровообігу, артеріальна гіпотензія, периферичні набряки, посилення переміжної кульгавості, AV-блокада (включно до повної AV-блокади); рідко аритмії по типу «пірует» (особливо при сумісному прийомі з препаратами, що подовжують інтервал QT, або при гіпокаліємії), синдром Рейно, ортостатична гіпертензія, болі в грудній клітці, загострення стенокардії, погіршення перебігу або початок розвитку серцевої недостатності, підвищена кровоточивість.
- З боку сечостатевої системи — рідко зниження лібідо, імпотенція, хвороба Пейроні.
- З боку опорно-рухового апарату — зрідка біль у кінцівках, болі в спині, артралгії.
- З боку дихальної системи — часто фарингіт, кашель, задишка, респіраторний дистрес-синдром, бронхо- та ларингоспазм.
- З боку ендокринної системи — рідко гіпо- або гіперглікемія, гіпотиреоз.
- Зміни в лабораторних аналізах — зрідка анемія, тромбоцитопенія, агранулоцитоз, гіперглікемія, гіпоглікемія, підвищення активності амінотрансфераз та лужної фосфатази, підвищення рівня білірубіну в крові, збільшення рівня антинуклеарних антитіл.

Окрім цього, тимолол має тератогенну дію на плід — затримку внутрішньоутробного розвитку, вроджену гіпоглікемію та брадикардію.
При місцевому застосуванні в офтальмології можуть спостерігатися наступні побічні ефекти — подразнення очей, кон'юнктивіт, блефарит, кератит, відчуття сухості ока або сльозотеча, погіршення зору, диплопія, опущення верхньої повіки, світлобоязнь, точкова поверхнева кератопатія, гіпестезія рогівки, набряк епітелію рогівки, після фістулізуючих антиглаукомних операцій імовірний розвиток відшарування сітківки у післяопераційному періоді.

## Протипокази
Тимолол протипоказаний при підвищеній чутливості до препарату, кардіогенному шоці або епізодах декомпенсації серцевої недостатності, стенокардії Принцметала, синдромі слабкості синусового вузла, АВ-блокаді ІІ-ІІІ ступеня, при бронхообструктивних захворюваннях або бронхіальній астмі, нелікованій феохромоцитомі, брадикардії, артеріальній гіпотензії, метаболічному ацидозі, цукровому діабеті, важких порушеннях периферичного кровообігу, при хронічних захворюваннях печінки, дистрофічних захворюваннях рогівки, важких алергічних захворюваннях носової порожнини. Препарат не застосовують при вагітності та годуванні грудьми. З обережністю застосовують препарат при міастенії, тиреотоксикозі, нирковій недостатності, псоріазі, депресії. Тимолол не застосовують разом із нейролептиками, транквілізаторами, інгібіторами МАО. Тимолол не застосовують у ранньому дитячому віці.

## Форми випуску
Тимолол випускається у вигляді таблеток по 0,005; 0,01 та 0,02 г; очних крапель у пластмасових флаконах-крапельницях по 2,5; 5 и 10 мл 0,1 %; 0,25 % і 0,5 % розчину. Тимолол випускається у вигляді очних крапель у комбінації з пілокарпіном, у комбінації з латанопростом, у комбінації з брімонідином, у комбінації з травопростом, у комбінації з біматопростом, у комбінації з бринзоламідом.